# Astrida Vicente
Astrida Tumba Vicente (Luena, 6 ottobre 1978) è un'ex cestista angolana.

## Carriera
Con l'Angola ha vinto l'oro ai FIBA AfroBasket Women 2011 e il bronzo nel 2009 e nel 2007. Ha disputato i Giochi della XXX Olimpiade.